# IC 293
IC 293 est une galaxie lenticulaire située dans la constellation de Persée à environ 215 millions d'années-lumière de la Voie lactée. Elle a été découverte par l'astronome américain Lewis Swift en 1888. Cette galaxie a aussi été observée par l'astronome américain Edward Barnard dans les années 1890 et elle a été inscrite à l'Index Catalogue sous la cote IC 1888.
IC 293 fait partie d'un groupe de galaxies, le groupe de PGC 12157 qui compte au moins 16 membres. Notons que la galaxie PGC 12157 est faussement identifiée à NGC 1257 en certains endroits, dont dans l'article de Garcia. L'autre galaxie de l'Index Catalog du groupe est IC 313.
Trois mesures non basées sur le décalage vers le rouge (redshift) donnent une distance de 67,433 ± 6,466 Mpc (∼220 millions d'al), ce qui est à l'intérieur des distances calculées en employant la valeur du décalage.